# 2013 BN45
2013 BN45, também escrito como 2013 BN45, é um corpo celeste que é classificado como um centauro. O mesmo possui uma magnitude absoluta de 12,4 e tem um diâmetro com cerca de 15 km.

## Descoberta
2013 BN45 foi descoberto no dia 17 de janeiro de 2013.

## Órbita
A órbita de 2013 BN45 tem uma excentricidade de 0,259 e possui um semieixo maior de 7,004 UA. O seu periélio leva o mesmo a uma distância de 5,190 UA em relação ao Sol e seu afélio a 8,818 UA.